# Witaj w domu (film 1988)
Witaj w domu – amerykański kryminał z 1988 roku.

## Główne role
- Richard Gere − Frank Roberts, Jr.
- Kevin Anderson − Terry Roberts
- Penelope Ann Miller − Sally
- Helen Hunt − Jennifer
- Terry Kinney − Mark
- Brian Dennehy − Frank Roberts, Sr.
- Laurie Metcalf − Tancerka
- Francis Guinan − Tommy Malin
- Judith Ivey − Frances
- Dennis Blome − Szeryf
- John Malkovich − Barry Maxwell

## Fabuła
Kiedyś farmę Robertsów w Iowa odwiedził sam Nikita Chruszczow. Teraz jak większość amerykańskich gospodarstw, farma stoi na krawędzi bankructwa. Młodzi właściciele farmy Frank i Terry Roberts nie zamierzają jej oddać - wypowiadają wojnę bankom i wierzycielom, podpalając farmę. Ale jest to niezgodne z prawem i bracia muszą uciekać przed policją...

## Nagrody i nominacje
MFF w Cannes 1988
- Złota Palma - Gary Sinise (nominacja)